# Pedro Tarquis Soria
Pedro Tarquis Soria (Madrid, 19 de octubre de 1849- Santa Cruz de Tenerife, 11 de septiembre de 1940) fue un pintor español. En su obra predomina la pintura de paisaje, siendo el principal impulsor de la temática en Canarias. Fue pintor realista e introdujo el género en la Isla, promoviendo la pintura directamente del natural y fuera del estudio. Pintores como Valentin Sanz se vieron influenciados.
En Madrid, Pedro Tarquis fue discípulo en sus inicios del pintor Fernando Ferrant y Llausás y más tarde ingresó en la Escuela Superior de Bellas Artes de San Fernando, donde fue alumno de Carlos Haes. 
En 1870 se establece en Santa Cruz de Tenerife, donde contrae matrimonio con Dolores Rodriguez Núñez, teniendo seis hijos; de los cuales cabe destacar Eduardo Tarquis Rodriguez, escultor y Pedro Tarquis Rodriguez, historiador. 
Pedro Tarquis Soria participó en la política local, siendo concejal y alcalde del ayuntamiento de Santa Cruz de Tenerife. Fue profesor de la Escuela Municipal de Dibujo y de la Escuela de Artes y Oficios.
En el año 1900, Pedro Tarquis y Teodomiro Robayna promovieron con éxito la creación de un Museo municipal de Bellas Artes (Santa Cruz de Tenerife) en la capital tinerfeña, siendo posible a la colaboración de numerosos artistas canarios que legaron sus obras. 

## Galería de obras

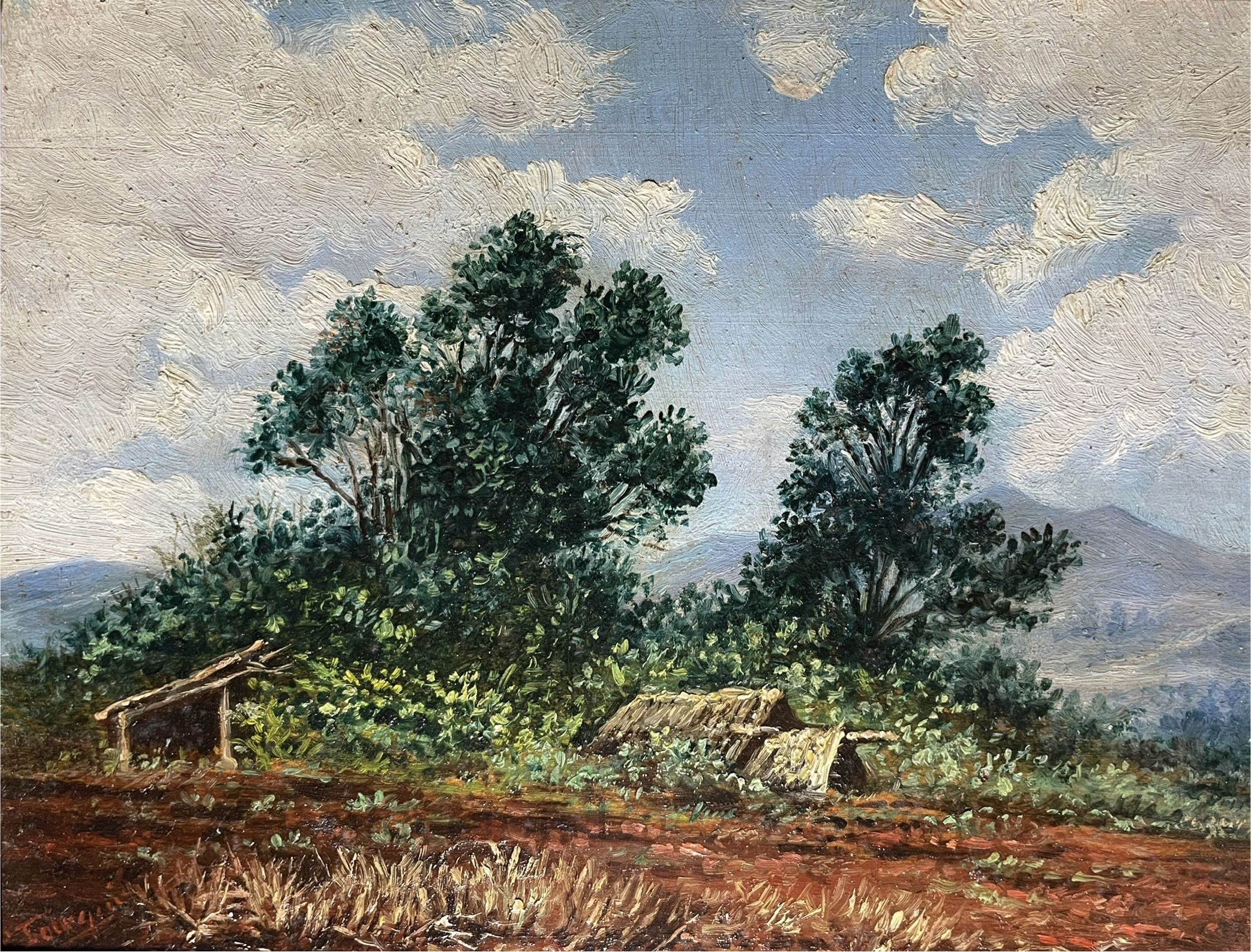
Paisaje de San Cristóbal de La Laguna. Pedro Tarquis Soria. Óleo sobre tabla. Colección particular.

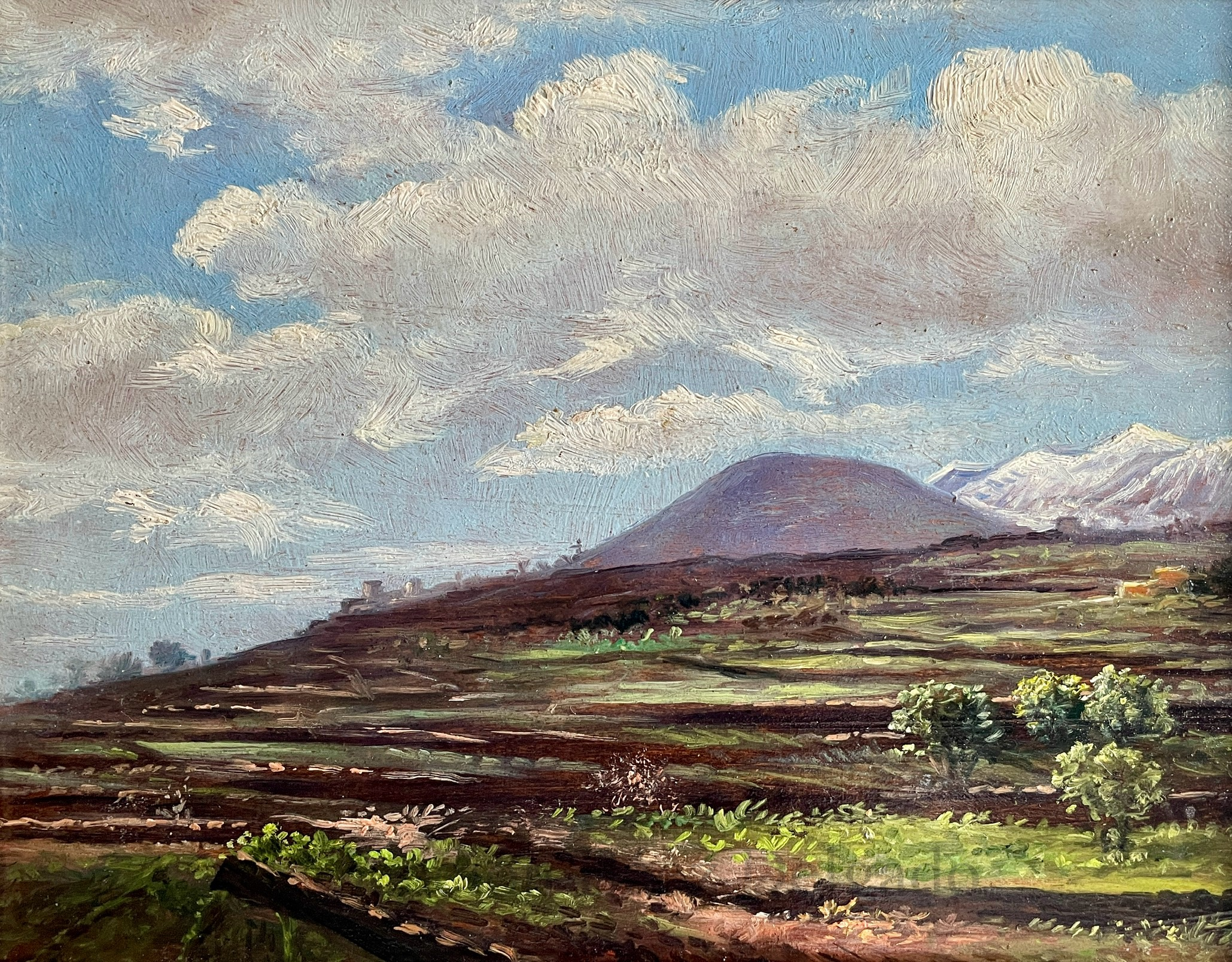
Paisaje de Santa Cruz de Tenerife. Pedro Tarquis Soria. Montaña de Taco y cordillera central nevada. Óleo sobre tabla. (1915-1920). Colección particular.

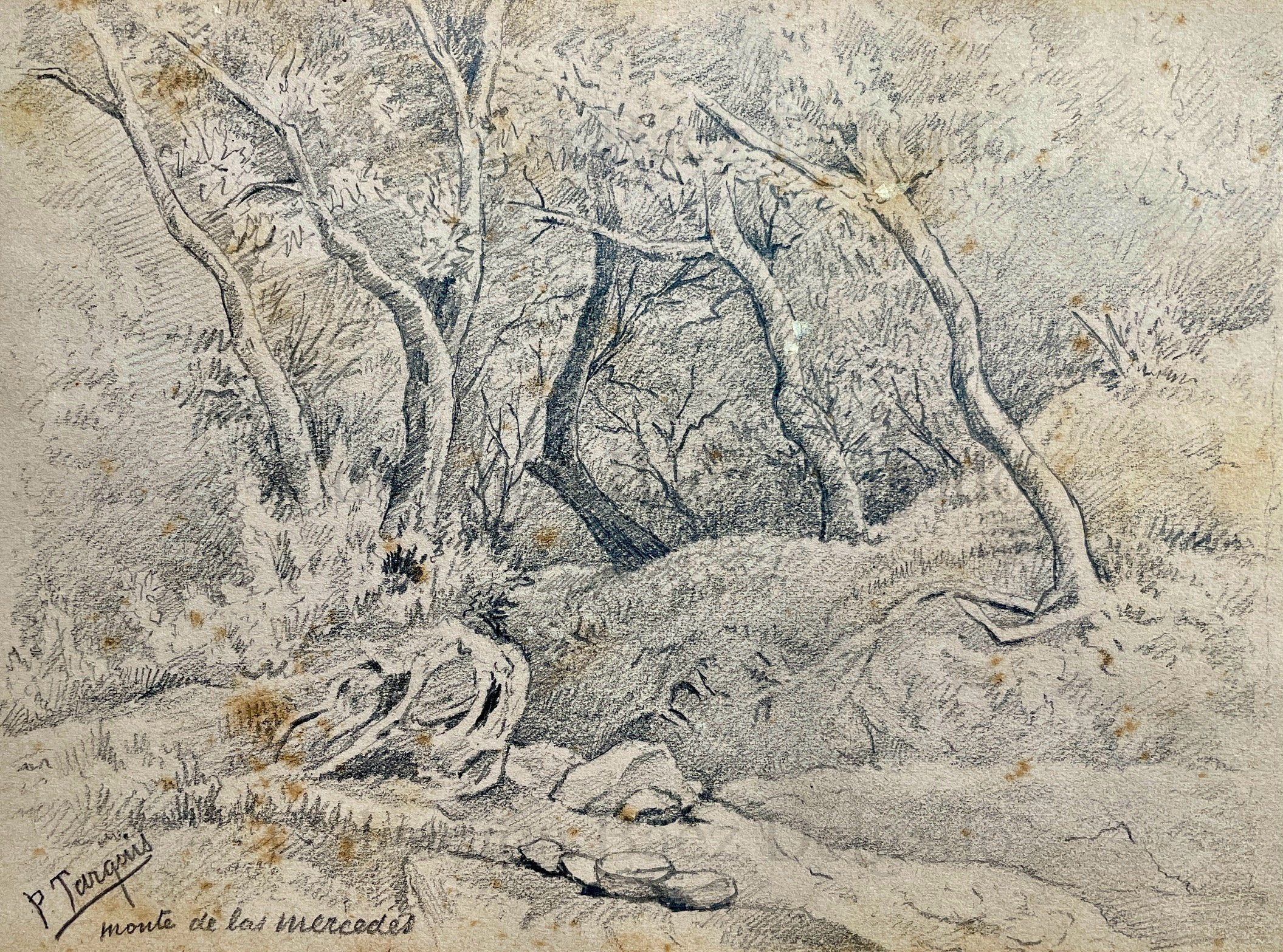
Monte de Las Mercedes, La Laguna. Apunte del natural. (Circa 1880). Pedro Tarquis Soria. Colección particular.